# Deep house
Deep house (110~125 BPM) là một thể loại của nhạc house có nguồn gốc từ những năm 1980, ban đầu kết hợp các yếu tố của Chicago house với những hợp âm tươi vui của jazz-funk những năm 1980 và những nét chấm phá của nhạc soul. Nguồn gốc của nó được cho là do những bản thu âm ban đầu của Larry Heard (hay còn gọi là Mr. Fingers), bao gồm ca khúc có ảnh hưởng "Can You Feel It".